# Brøndbyvester Sogn

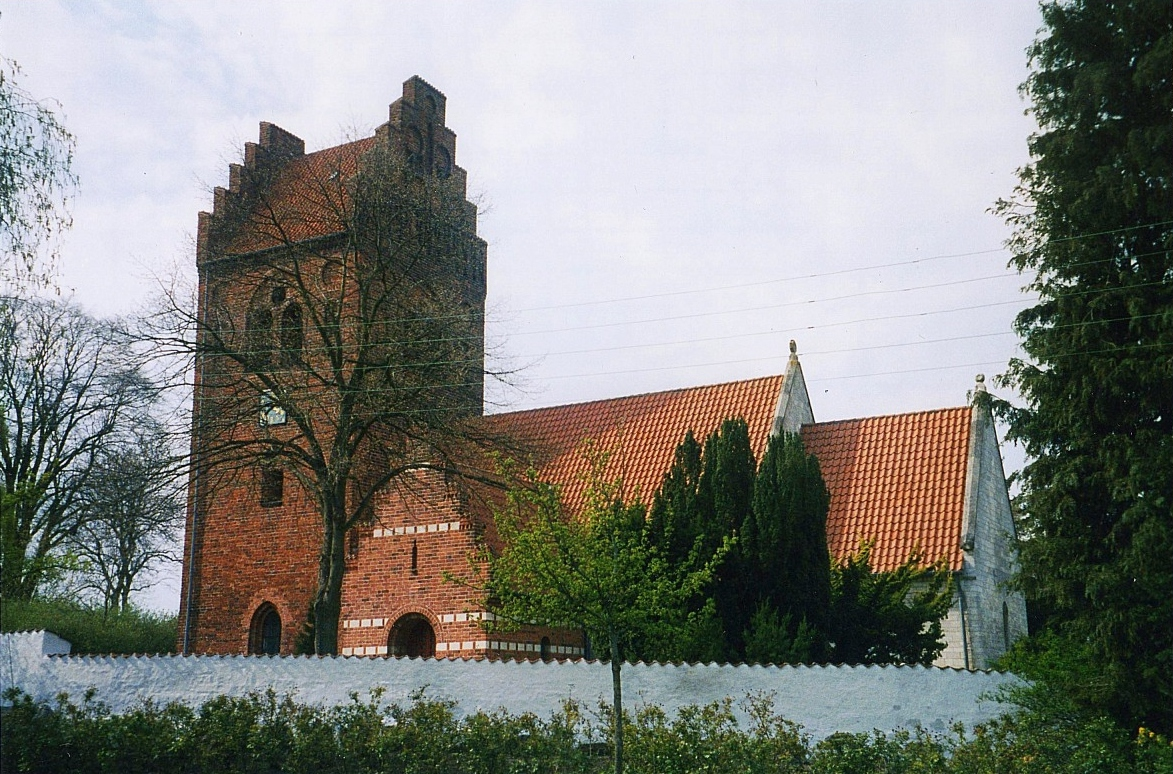
Brøndbyvester Kirke

Brøndbyvester Sogn ist eine Kirchspielsgemeinde (dän.: Sogn) in der Gemeinde Brøndby im Vorortbereich der dänischen Hauptstadt Kopenhagen. Bis 1970 gehörte sie zur Harde Smørum Herred im damaligen Københavns Amt. Mit der Auflösung der Hardenstruktur wurde das Kirchspiel in die Kommune Brøndby aufgenommen, diese blieb mit der Kommunalreform zum 1. Januar 2007 unverändert, gehört aber seitdem zur Region Hovedstaden.
Am 1. Januar 2023 lebten 10.877 Einwohner im Kirchspiel. Auf dem Gebiet des Kirchspiels liegt die „Brøndbyvester Kirke“.
Nachbargemeinden sind im Norden auf dem Gebiet der Glostrup Kommune das Kirchspiel Glostrup, im Osten Brøndbyøster und Nygårds sowie auf dem Gebiet der Hvidovre Kommune das Kirchspiel Avedøre, im Süden Brøndby Strand, im Westen auf dem Gebiet der Vallensbæk Kommune das Kirchspiel Vallensbæk und zuletzt im Nordwesten auf dem Gebiet der Albertslund Kommune das Kirchspiel Opstandelseskirkens.